# Senyal Reial (segle XIII-XIV)
El Senyal Reial o Quatre Pals és el senyal heràldic aparegut per primera vegada en la història com a emblema personal de Ramon Berenguer IV (1114-1162). En heretar-lo tots els seus fills esdevingué el senyal heràldic del seu llinatge, de manera que tan sols els descendents Ramon Berenguer IV el podien portar en els seus escuts d'armes. Originàriament no se li atorgà cap denominació específica, i així tant el rei Alfons II d'Aragó (c.1157-1196) com el seu fill Pere II d'Aragó (c.1177-1213) l'anomenaren «senyal propi» (signo proprio) o «senyal nostre» (signi nostri), i a la bandera, «nostra senyera» (vexillum nostrum). Els heraldistes s'hi refereixen en aquest període inicial com a «Quatre Pals» o «Pals d'or i de gules».

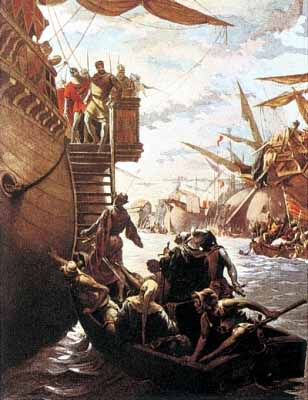
Carles II d'Anjou es rendeix a Roger de Llúria, almirall de l'Armada Reial de Jaume II d'Aragó

A mitjans del segle xiii i durant el regnat de Jaume el Conqueridor aquest li assignà la dignitat (títol) reial, i passà a denominar-lo «senyal nostre reial» (signi nostri regium), «escut barrat a senyal reial» (scutum barratum ad signum regium) o simplement «senyal reyal» (signum regium). La dignitat (títol) més important dels sobirans era la de ser reis d'Aragó, de manera que en les cròniques catalanes se l'anomena «senyal del rei d'Aragó» i a la bandera «senyera reial del senyor rei d'Aragó». Gràcies a les seves conquestes militars de finals del segle xiii i principis del segle xiv el seu senyal aconseguí un gran prestigi essent conegut arreu de la mediterrània. Així es narra en la Crònica de Ramon Muntaner i en la Crònica de Bernat Desclot, en la qual s'explica com després de vèncer en la Batalla del golf de Nàpols (1284) l'almirall Roger de Llúria afirmà que cap peix no gosaria alçar-se sobre la mar mediterrània, sinó portava en la seva cua, un escut o un senyal del rei d'Aragó.
| « | Ne sol nom pens que galera ne altre vexell gos anar sobre mar, menys de guiatge del rey d'Arago; ne encara no solament galera, ne leny, mas no creu que nengun peix se gos alçar sobre mar, si o porta hun escut o senyal del rey d'Arago en la coha, per mostrar guiatge de aquell noble senyor, lo rey d'Arago e de Cecilia. | » |
| — Frase de Roger de Llúria després de la Batalla del golf de Nàpols (1284) , a la Crònica de Bernat Desclot; cap CLXVI | |   |

| «                                                                                              | E sí fiu fer jo una gran senyera de Sant Pere de Roma, qui estegués a la torre maestra, e fiu fer una senyera reial del senyor rei d'Aragon, e altra del senyor rei de Sicília, e altra de sant Jordi; e aquestes tres que portassen a la batalla, e aquella de sent Pere que estegués a la torre maestra. | » |
| — Frase de Ramon Muntaner sobre la Defensa de Gal·lípoli (1306), en la seva Crònica; cap CCXIX | |   |

## Concessió del Senyal Reial a l'Orde de la Mercè
El 1218 sant Pere Nolasc, un jove mercader de teles, va fundar l'Orde de la Mercè amb el suport de Jaume el Conqueridor i el bisbe Berenguer II de Palou amb l'objectiu de redimir els cristians que havien caigut captius dels musulmans. El 1245 fou escollit Guillem de Bas com a nou mestre general de l'orde, rebent la investidura -confirmació oficial- per part del mateix rei Jaume I i del bisbe de Barcelona a la seu catedralícia. Finalment el 1256, a Saragossa, el rei Jaume I li confirmà al mestre de l'orde Guillem de Bas que podia fer ús del Senyal Reial per a l'Orde de la Mercè.

## Els senyals heràldics de dignitat territorial

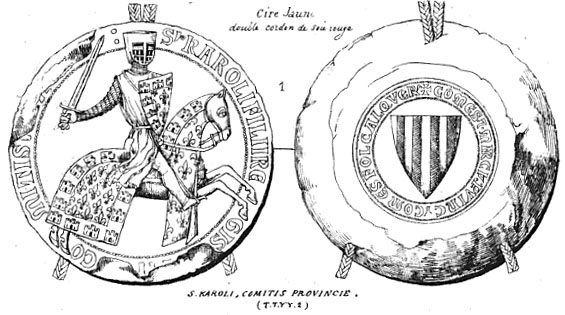
Segell de 1248 de Carles I d'Anjou, comte de Provença.
Anvers: Senyal heràldic de llinatge:
A l'anvers apareix cavalcant amb les armes del seu llinatge, els Anjou, tant en l'escut, com en les gualdrapes del cavall.
Revers: Senyal heràldic de dignitat territorial:
Al revers, les armes dels comtes de Provença, els quatre pals, de la seva muller Beatriu I de Provença, filla de Ramon Berenguer V de Provença i neta d'Alfons II de Provença.

Menéndez Pidal també destaca els senyals heràldics de dignitat territorial com el castell del regne de Castella, que apareix per primer cop en un segell del 1176. Aquests senyals heràldics apareixen representats sobre un escut que ocupa la totalitat de l'anvers del segell, i que quan amb posterioritat siguin heretats, obtindran també una significació de senyal de llinatge. El caràcter territorial d'aquests escuts situats al revers dels segells s'evidencia quan aquest no coincideix amb el senyal heràldic personal: així succeeix en els segells de Ferran III, rei només de Castella, on a l'anvers del segell apareixen el tipus eqüestre amb escut heràldic del lleó (armes familiars), i al revers hi ha l'emblema de Castella (senyal territorial).
Així mateix indica que no hi ha indicis que permetin suposar antecedents perheràldics castellans abans del regnat d'Alfons VIII de Castella; aquest rei tenia un Signum Regis (signatura reial) en la que no sempre hi apareix un castell; així mateix en un primer moment emprà un segell amb una creu sobre hasta. Vers el 1163 apareix un segell de tipus eqüestre amb una sola cara, on es representa a Alfons VIII portant llança sense estendard. Finalment en una imprompta del 1176 apareix la figura del castell al revers d'un d'aquests segells que es custodia avui en dia a la catedral de Toledo. Menéndez Pidal considera probable que l'emblema del castell s'adoptés el 1169, quan Alfons VIII obtingué la majoria d'edat als catorze anys. L'emblema del castell apareix al segell amb unes clares connotacions territorials al tractar-se d'un senyal parlant que al·ludeix a la denominació del regne. Posteriorment el castell adoptà un significat d'armes de llinatge (matern) i s'expandí a través dels seus successors.

## Els Quatre Pals com a senyal heràldic de dignitat territorial

### Els Quatre Pals: senyal del comte de Provença

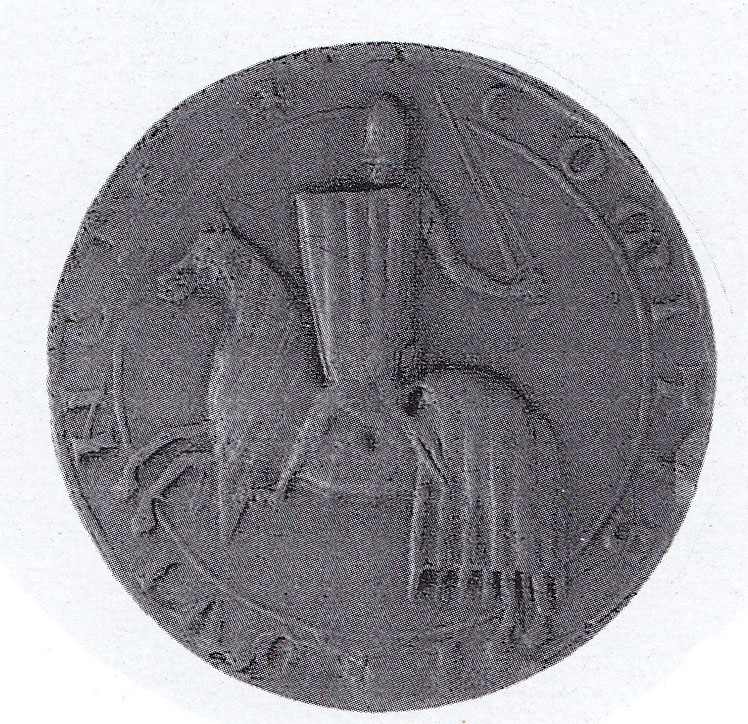
Segell del comte de Provença del Casal d'Aragó Ramon Berenguer V (1209-1245) portant el senyal dels Quatre Pals en l'escut i les gualdrapes del cavall. La llegenda: «+COMITIS / PROVI / NCIE» (París, Musée des Archives de France). Montaner Frutos, Alberto; El señal del rey de Aragón, pàg.129

Alberto Montaner Frutos (1995) és de l'opinió que a mitjans del segle xiii durant el regnat de Jaume I d'Aragó el senyal dels quatre pals ja no era, tan sols, un senyal heràldic de llinatge, sinó que també havia esdevingut un senyal heràldic de dignitat territorial. En favor d'aquesta interpretació argumenta que fou aleshores quan al senyal dels quatre pals se'l començà a denominar «senyal reyal», fet que Alberto Montaner interpreta com una evidència que el senyal dels quatre pals s'associava a la «dignitat reial aragonesa». Però en contra d'aquesta interpretació es troba amb els contrasegells dels comtes de Provença del Casal d'Anjou, en els quals apareix, precisament, el senyal dels quatre pals fent, aparentment, les funcions de senyal heràldic de dignitat territorial, és a dir, que també s'associava el senyal dels quatre pals a la dignitat comtat provençal. Alberto Montaner s'enfronta a aquesta duplicitat de simbolismes que «milita» contra la seva interpretació de la «dignitat reial aragonesa», amb les següents paraules: 
| «                                                               | Aquesta connotació d'emblema de la dignitat reial d'Aragó era ja molt estesa a finals del segle xiii. [..] Però sembla militar en contra d'aquesta interpretació el fet que, precisament, el rival sicilià de Pere III [d'Aragó], Carles d'Anjou, emprés como a contrasegell el senyal palada, per ser titular del comtat de Provença, des del seu matrimoni el 1246 amb Beatriu [de Provença], filla del darrer comte [de Provença de] la Casa d'Aragó, Ramon Berenguer V [de Provença]. Malgrat això, en aquest cas les armes sí que es porten per parentiu, encara que sigui d'afinitat, al qual, per descomptat, coadjuva la tradicional vinculació entre les armeries i la possessió del feu de l'àrea clàssica. Pot establir-se que en aquest exemple la denotació continua essent familiar, malgrat que tan sols serveixi de justificació formal per al què, de fet, eren unes armes de dignitat. | » |
| — Montaner Frutos, Alberto, El señal del rey de Aragón; pàg. 44 | |   |

## Creu d'Alcoraz: senyal heràldic de dignitat territorial d'Aragó

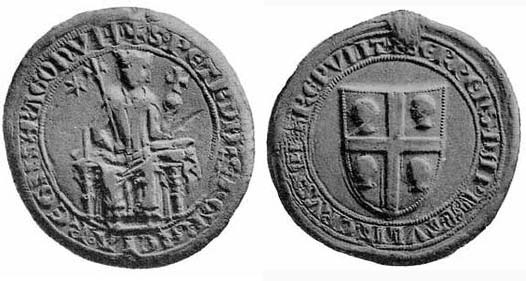
«Les armes Daragó» (Creu d'Alcoraz) apareixen per primer cop en el revers de la botlla de plom de Pere III d'Aragó «el Gran» de 1281. Segons l'heraldista Menéndez Pidal de Navascués: «El caràcter territorial dels emblemes situats al revers dels segells restarà durant molt temps i s'evidencia quan no coincideix amb les armes personals. Són notables els exemples dels segells de Ferran III de Castella (...) y els segells reials aragonesos des de finals del, en els quals la creu cantonada, anomenada d'Alcoraz (armes del regne d'Aragó), ocupen sempre el revers, mentre que les figures eqüestres s'armaren invariablement amb els pals (armes familiars)».

Durant l'edat mitjana un dels elements per certificar l'autenticitat d'un document oficial era el segell. Primerament s'empraren els de cera i posteriorment s'adoptaren els segells de plom. A la Corona d'Aragó la primera butlla de plom és d'un document del 1210 de Pere el Catòlic. A l'anvers hi ha la figura del rei jaient al tron i al revers la figura del rei com a cavaller trocat amb un elm nasal i trascolls, mentre sosté amb el braç esquerre l'escut i amb el dret sosté una llança amb banderola; tant l'escut, com la banderola, com les gualdrapes del cavall, porten el senyal dels Quatre Pals. Però Pere el Gran (1240-1285) introduí un canvi significatiu a la butlla de plom de 1281, ja que al revers en lloc d'aparèixer el rei a cavall amb el senyal dels Quatre Pals hi apareix «l'escut de la creu amb els 4 caps de sarraïns». Posteriorment, el rei Pere el Cerimoniós (1319-1387) en les Ordinacions de Casa i Cort (1348) les anomenà explícitament «armes d'Aragó». Ja durant l'edat moderna es relacionà aquest símbol amb la llegenda de la batalla d'Alcoraz (1096) i a partir d'aleshores va rebre el nom Creu d'Alcoraz, malgrat està demostrat que l'origen d'aquest símbol no es remunta a aquella data sinó que apareix per primera vegada en la butlla de plom de 1281. L'ús d'aquest senyal estigué reservat a les butlles de plom dels reis d'Aragó i la seva aparició i significació és objecte de discussió entre els especialistes heràldics.
Per a l'historiador aragonès Guillermo Redondo Veintemillas el rei Pere el Gran creà la Creu d'Alcoraz com a escut merament personal, amb la significació de l'esperit de croada vencedora sobre l'islam. Per a la historiadora sarda Luisa D'Arienzo, el rei Pere el Gran creà la Creu d'Alcoraz com a escut territorial d'una nova Corona d'Aragó unificada. Aquesta nova entitat política caracteritzada per la indivisibilitat de la unió es reflectiria d'una banda en la nova intitulació única que emprà el rei, Rex Aragonum, deixant d'utilitzar la resta de títols, i de l'altra en el nou símbol, que representaria a la nova Corona d'Aragó unificada.

Recreació de la Creu d'Alcoraz tal com apareix descrita per Gaspar de Torres en lArmorial de Aragón, 1536:
«De argén, cruz de gules con cabezas de reyes moros en sus cuarteles, llamada Cruz de Alcoraz».

L'historiador aragonès Rafael Conde rebutja tant la hipòtesi d'un escut personal, com la hipòtesi d'un emblema d'un territori, i planteja la hipòtesi que la Creu d'Alcoraz és un senyal heràldic de dignitat territorial, el senyal del rei d'Aragó. Senyala que Pere el Gran era rei d'Aragó, rei de Sicília, rei de València i comte de Barcelona, però aquest nou senyal es referia únicament a la «dignitat reial aragonesa», independentment de la resta de dignitats (títols) que ostentava. D'aquesta manera, afegeix Rafael Conde, mentre el senyal dels quatre pals era un «senyal heràldic de llinatge» que havia de compartir amb totes les branques del llinatge descendents de Ramon Berenguer IV, ja fossin reis d'Aragó i comtes de Barcelona, ja fossin reis de Mallorca i comtes de Rosselló, ja fossin comtes de Provença i Forcalquier, la Creu d'Alcoraz era el senyal unívoc que distingia el rei d'Aragó de la resta de sobirans. Aquesta significació es veuria confirmada per la nova intitulació única adoptada per Pere el Gran, Rex Aragonum, que envolta la seva efígie majestàtica a l'anvers, mentre que al revers hi ha la «creu amb els 4 caps de sarraï», el senyal del rei d'Aragó. També assenyala que la significació de «senyal heràldic de dignitat territorial» amb l'evidència que la Creu d'Alcoraz mai no va escampar-se per la resta de branques de la família, com va passar amb el senyal de llinatge dels Quatre Pals, sinó que fou reservat únicament a aquells que ostentaren la dignitat (títol) de ser reis d'Aragó, essent per tant l'autèntic Senyal Reial d'Aragó. Respecte al significat, Rafael Conde creu que l'explicació rau en la mateixa llegenda «Serpens dampna tulit, crus tamen hoc repulit» que emmarca la creu sobre els 4 caps de sarraïns, i que presenten la mateixa ideia: el mal (la serp, els sarraïns) portaren mals al món, però crist (la creu, l'arbre) els vencé. Ferrán de Sagarra i Armand de Fluvià coincideixen en aquesta interpretació de la creu vencedora sobre el mal.
També per a Faustino Menéndez Pidal de Navascués (1998: 461-462) la creu d'Alcoraz té unes amb clares connotacions territorials, «armes d'Aragó», contraposada als segells de cera on apareix la figura eqüestre armada invariablement amb els Quatre Pals, les armes del llinatge. Fa esment a la tradició hispànica de diferenciar al rei -rex- del regne -regnum-. Els sentits d'armes de llinatge i armes de dignitat convisqueren amb vigència continua i per això s'establiren les diferències o brisures a fi de resoldre conflictes de significació. Però el sentit territorial, la vinculació d'unes armes al regnum i abans que al rex, i separades d'aquest, només apareix en ocasions molt excepcionals, i aquest seria el cas de la creu d'Alcoraz aparegut entre 1276 i 1281. Un símbol nou a la butlla de plom, on al revers hi ha Pere el Gran de manera majestàtica, i al revers un escut d'armes nou: la creu de la cristiandat -vermella sobre camp blanc- cantonada amb quatre caps de moros. Continuà en ús i a mitjans del segle xiv Pere el Cerimoniós en les seves 'Ordinacions' afirmà que l'escut pertany a Aragó: un escut en lo qual sien les armes d'Aragó, que son aytals: una creu per mig del escut e a cascun carté un cap de sarray. Per a Menéndez Pidal la situació de l'escut al revers confirmaria el seu caràcter territorial, no personal, doncs en les representacions eqüestres el rei sempre apareix amb els Quatre Pals. L'atribució a Aragó estaria recolzada per la llegenda del segell, que de manera excepcional, només anomena a aquest regne.